# Paratorchus tubifer
Paratorchus tubifer – gatunek chrząszczy z rodziny kusakowatych i podrodziny Osoriinae.
Gatunek ten opisany został w 1982 roku przez H. Pauline McColl jako Paratrochus tubifer. W 1984 roku ta sama autorka zmieniła nazwę rodzaju na Paratorchus, w związku z wcześniejszym użyciem poprzedniej nazwy dla rodzaju mięczaków.
Chrząszcz o walcowatym ciele długości od 2,3 do 3,1 mm, żółtobrązowej z żółtawymi odnóżami i czułkami. Wierzch ciała ma delikatnie punktowany oraz gęsto owłosiony. Długość szczecinek okrywowych jest większa niż odległości między nimi. Owalne oczy buduje pojedyncze, wypukłe omatidium. Przedplecze ma od 0,4 do 0,43 mm długości, boki zwężone ku nasadzie i matowy wygląd wskutek głębokiej, siateczkowatej mikrorzeźby. Odwłok ma dziewiąty tergit niezbyt silnie wydłużony ku tyłowi w dwa smukłe, spiczaste wyrostki tylne. U samca ósmy sternit odwłoka ma płytkie wgłębienie środkowe z podłużną listewką środkową. Narząd kopulacyjny samca ma krótki wyrostek boczny oraz długą, trąbkowatą część rurkowatą. Samicę cechuje owalna spermateka o wymiarach 0,175 × 0,088 mm.
Owad endemiczny dla Nowej Zelandii, znany z regionu Taranaki na Wyspy Północnej. Spotykany jest w ściółce i próchnicy, na wysokości od 200 do 250 m n.p.m.